# М-оценки
Оценки максимального правдоподобия (ОМП) определяются одним из следующих условий:
{\displaystyle \sum _{i}\ln P_{i}\to \max _{\theta \in \Theta },\qquad \sum _{i}{\frac {\partial \ln P_{i}}{\partial \theta }}=0,\qquad \sum _{i}{\frac {P_{i}'}{P_{i}}}=0}
где в случае негруппированной выборки {\displaystyle P_{i}=f(x_{i},\theta )}, а в случае группированной — {\displaystyle P_{i}=\left(\int \limits _{x_{i-1}}^{x_{i}}f(x,\theta )\,\mathrm {d} x\right)^{n_{i}}}
М-оценки — есть некое обобщение ОМП. Они определяются аналогично одним из соотношений:
{\displaystyle \sum _{i=1}^{N}\rho (x_{i},\theta )\to \max _{\theta \in \Theta },\qquad \sum _{i=1}^{N}\phi (x_{i},\theta )=0}
Если наложить условие регулярности в подстановке {\displaystyle F_{t,x}=(1-t)F+t\Delta _{x}} и продифференцировать его по {\displaystyle t} в 0:
{\displaystyle 0={\frac {\partial }{\partial {t}}}\int \phi (x,T(F_{t,x}))\,\mathrm {d} F_{t,x}}
{\displaystyle 0=\int {\frac {\partial \phi (x,T(F_{t,x}))}{\partial \theta }}IF\,\mathrm {d} F_{t,x}+\int \phi (x,T(F_{t,x}))\,\mathrm {d} {\frac {\partial ((1-t)F+t\Delta _{x})}{\partial t}}}
{\displaystyle 0=IF\int {\frac {\partial \phi (x,T(F_{t,x}))}{\partial \theta }}\,\mathrm {d} F_{t,x}+\phi (x,T(F_{t,x}))}
то не представляет большого труда получить выражение функции влияния для M-оценок:
{\displaystyle IF={\frac {-\phi (x)}{\int \phi '_{\theta }(x)\,\mathrm {d} F}}}
Указанное выражение позволяет сделать вывод о том, что M-оценки эквивалентны с точностью до ненулевого множителя-константы.

Пример функций влияния для усечённых ОМП параметров сдвига (син.) и параметра масштаба (красн.) стандартного нормального закона распределения.

Несложно проверить, что для ОМП стандартного нормального закона распределения {\displaystyle {\mathcal {N}}(0,1)} функции влияния {\displaystyle IF} параметра сдвига и параметра масштаба выглядят соответственно:
{\displaystyle IF=x,\quad IF={\frac {1}{2}}\;x^{2}-{\frac {1}{2}}}
Эти функции неограничены, а это значит, что ОМП не является робастной в терминах B-робастности.
Для того, чтобы это исправить, M-оценки искусственно ограничивают, а значит и ограничивают её {\displaystyle IF} (см. выражение {\displaystyle IF} для M-оценок), устанавливая верхний барьер на влияние резко выделяющихся (далеко отстоящих от предполагаемых значений параметров) наблюдений. Делается это введением так называемых усечённых M-оценок, определяемых выражением:
{\displaystyle \phi _{b}(z)=\left\{{\begin{array}{lr}\phi (b),&b<z\\\phi (z),&-b<z\leqslant b\\\phi (-b),&z\leqslant -b\end{array}}\right.}
где {\displaystyle z={\frac {x-\theta }{S}}}, {\displaystyle \theta } и {\displaystyle S} — оценки параметров сдвига и масштаба соответственно.
Среди усечённых M-оценок оптимальными с точки зрения B-робастности являются усечённые ОМП.